# Tauese Sunia
Tauese Sunia (né le 29 août 1941 à Fagatogo et mort le 26 mars 2003 près de Hawaï) est le 55e gouverneur des Samoa américaines. Il exerça cette fonction du 3 janvier 1997 au 26 mars 2003, date de sa mort alors qu'il se déplaçait pour un traitement médical.

## Biographie
Sunia a épousé Fagaoalii Satele Sunia en 1969. Ils sont retournés aux Samoa américaines en 1981 après avoir vécu à Hawaii et s'être installés à Leone, aux Samoa américaines.
Sunia était membre du parti démocrate. Il a remporté l'élection de 1996 dans un proche ruissellement avec Lealaifuaneva Peter Reid (51% -48%). Le ruissellement a été provoqué par une scission du parti démocrate aux Samoa américaines entre Sunia et le gouverneur sortant Lutali Aifili Paulo Lauvao, qui a obtenu la troisième place sans qu'aucun candidat ne remporte la majorité. Sunia a remporté une autre victoire serrée contre Reid aux élections de 2000, 50% à 48%, sans second tour.
Pendant le mandat de Sunia, une protestation a été lancée contre le Samoa, anciennement nommé Samoa-Occidental, pour avoir changé son nom officiel en une forme abrégée. La vue officielle dans les Samoa américaines est qu'une telle forme enlève rien à la Samoan identité des Samoa américaines, et les fonctionnaires et les documents publics de Samoa américaines se réfèrent toujours à Samoa « Samoa occidentales ».
Sunia est décédé au cours de son deuxième mandat, le 26 mars 2003, alors qu’il effectuait un vol à destination d’Hawaï pour se faire soigner. Il est devenu le deuxième gouverneur des Samoa américaines et le premier civil à mourir dans ses fonctions. En 2012, le centre de conventions Utulei a été réaménagé et renommé Sunia. Son épouse, Fagaoalii Satele Sunia, est décédée le 5 septembre 2015.

## Gouverneur
Sunia remporte l'élection de 1996 d'une courte tête avec 51 % des voix contre 48 pour son adversaire Lealaifuaneva Peter Reid. Avant l'élection, une séparation au parti démocrate entre Sunia et le gouverneur sortant A.P. Lutali se produit ; Lutali prendra la troisième place.
Sunia conservera son siège de gouverneur après avoir remporté l'élection de 2000 face au même Reid 50 à 48.